# Prison au Cameroun
Les prisons camerounaises sont gérées par le secrétariat d’État chargé de l'administration pénitentiaire, rattaché au Ministère de la justice. L'administration pénitentiaire camerounaise a à sa tête Doh Jérôme Penbaga, Secrétaire d'Etat auprès du Ministre de la Justice, chargé de l'Administration Pénitentiaire, qui occupe cette fonction depuis 2011.
Les prisons camerounaises ont à leur tête un régisseur. 
Le rôle de la prison au Cameroun est de priver de liberté des individus ayant commis des crimes ou certains délits et de maintenir à disposition de la justice des personnes en attente de jugement.
Par conséquent, les détenus camerounais sont :
- soit des prévenus en détention provisoire, en attente ou en cours de jugement mais présentant des risques de fuite;
- soit des condamnés, purgeant la peine de prison à laquelle ils ont été condamnés.

## Capacités pénitentiaires
En 2024, les données disponibles font apparaitre : 32 003 personnes incarcérées, pour 79 établissements, le taux d'incarcarération est de 116 pour 100 000 habitants.
En juillet 2008, le Cameroun disposait de 123 prisons pour une capacité totale de 10 070 places.
Il y a 10 prisons centrales, 48 prisons principales (de niveau départemental) et 16 prisons secondaires (de niveau d'arrondissement).
Les deux principales prisons sont la prison centrale de Kondengui à Yaoundé (4 410 détenus) et la prison centrale de New Bell à Douala (4 963 détenus).

Véhicules de l'Administration pénitentaire lors d'un défilé à Douala (2016).
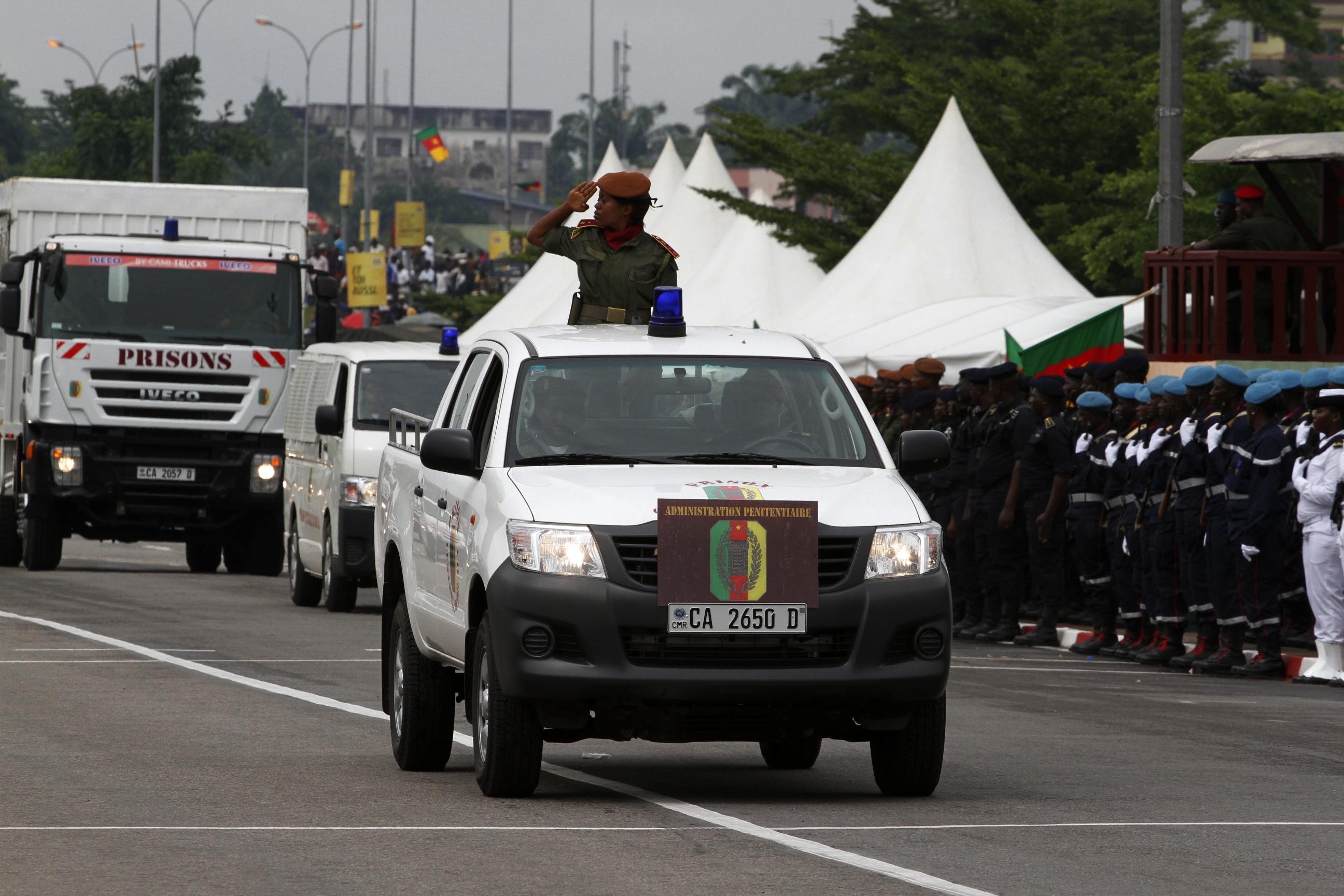
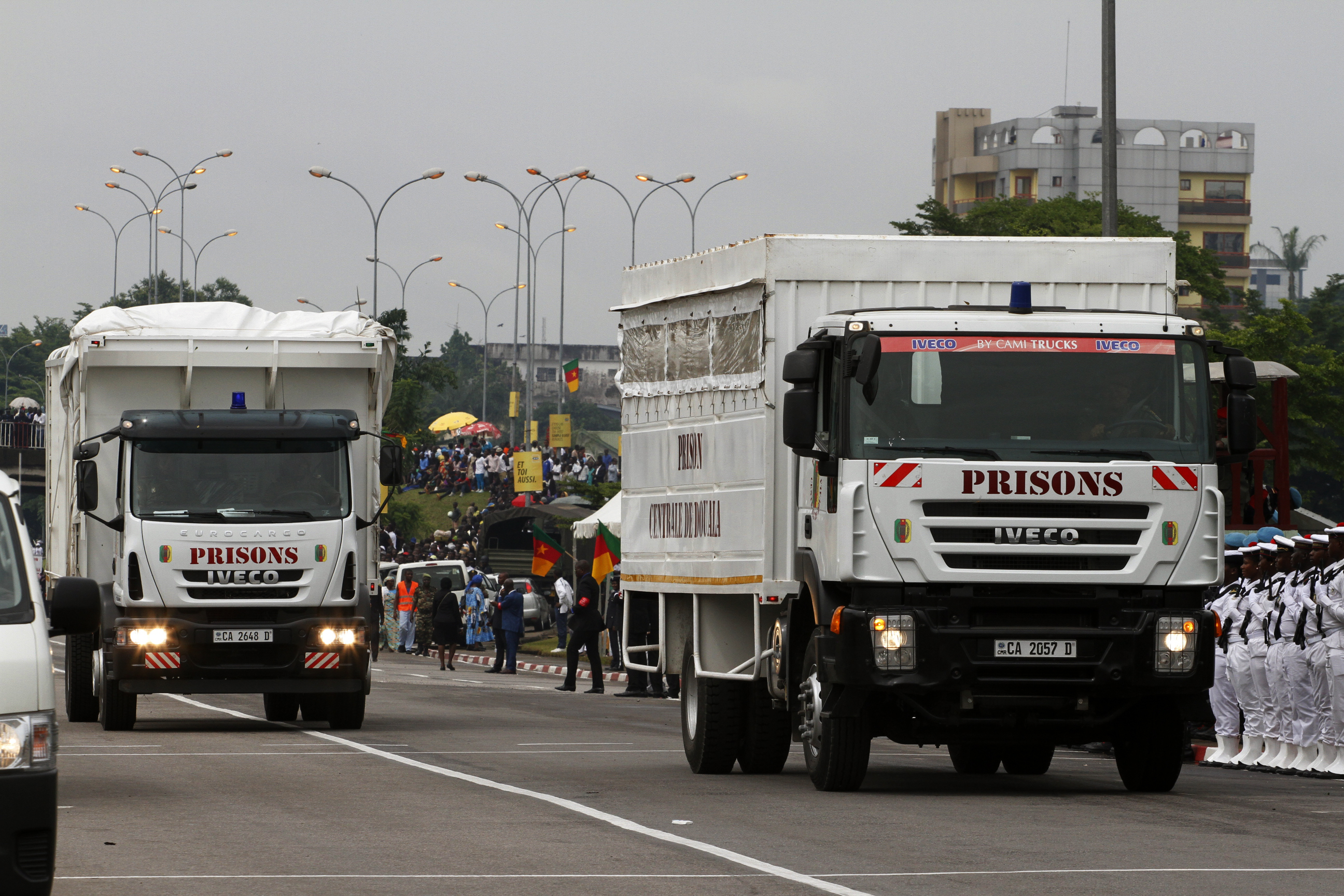

## Liste des prisons centrales
Les prisons centrales sont au nombre de 11, une par région, sauf pour la région Littoral qui en compte deux :
- Adamaoua : Prison centrale de Ngaoundéré
- Centre : Prison centrale de Kondengui à Yaoundé
- Est : Prison centrale de Bertoua
- Extrême-Nord : Prison centrale de Maroua
- Littoral : Prison centrale de New Bell et Prison centrale de Douala-Ngoma à Douala
- Littoral département du Mungo : Prison centrale de Nkongsamba
- Nord : Prison centrale de Garoua
- Nord-Ouest : Prison centrale de Bamenda
- Ouest : Prison centrale de Bafoussam
- Sud : Prison centrale d'Ebolowa
- Sud-Ouest : Prison centrale de Buéa

## Prisons principales
Dans chacune des 10 régions sont localisés les prisons principales.
- Adamaoua : Banyo et Tignere
- Est : Abong-Mbang, Yokadouma
- Centre : Ntui, Monatélé, Mbalmayo, Bafia, Akonolinga, Yaoundé
- Littoral : Yabassi et Mbanga
- Nord : Guider, Poli, Tcholliré I, Tcholliré II
- Extrême Nord : Kaélé, Kousseri, Mokolo, Mora, Yagoua.
- Ouest : (données non disponibles)
- Sud : (données non disponibles)
- Nord-Ouest : (données non disponibles)
- Sud-Ouest : (données non disponibles)

## Prisons secondaires
Le Ministère de la justice communique la liste des prisons secondaires pour certaines régions :
- Centre : Yaoundé, Ndikinéméki.

## Population carcérale
Population carcérale au Cameroun au 31 juillet 2008 :
| Province       | Prévenus | Condamnés | Total  |
| -------------- | -------- | --------- | ------ |
| Adamaoua       | 794      | 543       | 1 337  |
| Centre         | 4 177    | 2 551     | 6 728  |
| Est            | 606      | 461       | 1 067  |
| Extrême-Nord   | 1 315    | 1 625     | 2 940  |
| Littoral       | 3 539    | 1 424     | 4 963  |
| Nord           | 1 224    | 1 039     | 2 263  |
| Nord-Ouest     | 318      | 491       | 809    |
| Ouest          | 1 727    | 843       | 2 570  |
| Sud            | 627      | 391       | 1 018  |
| Sud-Ouest      | 554      | 265       | 819    |
| Total Cameroun |          |           | 24 514 |

## École nationale
L'École nationale de l'administration pénitentiaire (ENAP) est établie à Buéa (Sud-Ouest) depuis 1992.